# Fürstenzell
Fürstenzell je městys v německé spolkové zemi Bavorsko, v zemském okrese Pasov ve vládním obvodu Dolní Bavorsko.
Žije zde přibližně 8 600 obyvatel.